# Brigade Road
Brigade Road é uma movimentada rua de Bangalore, a capital do estado de Karnataka, Índia, que conecta a MG Road a Residency Road. As várias lojas concentradas na rua a tornaram um dos maiores centros de compras da cidade. A avenida também é um dos principais pontos de celebração do ano novo na região.